# Jason Pominville
Jason John Pominville (* 30. listopadu 1982, Repentigny, Québec, Kanada) je bývalý americký hokejový útočník, který hrával v týmech Minnesota Wild a Buffalo Sabres v severoamerické lize NHL. Kariéru ukončil po sezóně 2018/19.

## Úspěchy

### Individuální úspěchy
- CHL 3. All-Star Team – 2001/02
- QMJHL 1. All-Star Team – 2001/02
- Frank J. Selke Memorial Trophy – 2001/02

## Klubové statistiky
| Sezona     | Klub                  | Soutěž     | Základní část | Základní část | Základní část | Základní část | Základní část | Play off | Play off | Play off | Play off | Play off |
| Sezona     | Klub                  | Soutěž     | Z             | G             | A             | B             | TM            | Z        | G        | A        | B        | TM       |
| ---------- | --------------------- | ---------- | ------------- | ------------- | ------------- | ------------- | ------------- | -------- | -------- | -------- | -------- | -------- |
| 1998/99    | Shawinigan Cataractes | QMJHL      | 2             | 0             | 0             | 0             | 0             | –        | –        | –        | –        | –        |
| 1999/00    | Shawinigan Cataractes | QMJHL      | 60            | 4             | 17            | 21            | 12            | 13       | 2        | 3        | 5        | 0        |
| 2000/01    | Shawinigan Cataractes | QMJHL      | 71            | 46            | 67            | 113           | 24            | 10       | 6        | 6        | 12       | 0        |
| 2001/02    | Shawinigan Cataractes | QMJHL      | 66            | 57            | 64            | 121           | 32            | –        | –        | –        | –        | –        |
| 2002/03    | Rochester Americans   | AHL        | 73            | 13            | 21            | 34            | 16            | 3        | 1        | 1        | 2        | 0        |
| 2003/04    | Rochester Americans   | AHL        | 66            | 34            | 30            | 64            | 30            | 16       | 9        | 10       | 19       | 6        |
| 2003/04    | Buffalo Sabres        | NHL        | 1             | 0             | 0             | 0             | 0             | –        | –        | –        | –        | –        |
| 2004/05    | Rochester Americans   | AHL        | 82            | 30            | 38            | 68            | 43            | –        | –        | –        | –        | –        |
| 2005/06    | Rochester Americans   | AHL        | 18            | 19            | 7             | 26            | 11            | –        | –        | –        | –        | –        |
| 2005/06    | Buffalo Sabres        | NHL        | 57            | 18            | 12            | 30            | 22            | 18       | 5        | 5        | 10       | 8        |
| 2006/07    | Buffalo Sabres        | NHL        | 82            | 34            | 34            | 68            | 30            | 16       | 4        | 6        | 10       | 0        |
| 2007/08    | Buffalo Sabres        | NHL        | 82            | 27            | 53            | 80            | 20            | –        | –        | –        | –        | –        |
| 2008/09    | Buffalo Sabres        | NHL        | 82            | 20            | 46            | 66            | 18            | –        | –        | –        | –        | –        |
| 2009/10    | Buffalo Sabres        | NHL        | 82            | 24            | 38            | 62            | 22            | 6        | 2        | 2        | 4        | 2        |
| 2010/11    | Buffalo Sabres        | NHL        | 73            | 22            | 30            | 52            | 15            | 5        | 1        | 3        | 4        | 2        |
| 2011/12    | Buffalo Sabres        | NHL        | 82            | 30            | 43            | 73            | 12            | –        | –        | –        | –        | –        |
| 2012/13    | Buffalo Sabres        | NHL        | 37            | 10            | 15            | 25            | 8             | –        | –        | –        | –        | –        |
| 2012/13    | Minnesota Wild        | NHL        | 10            | 4             | 5             | 9             | 0             | 2        | 0        | 0        | 0        | 0        |
| 2013/14    | Minnesota Wild        | NHL        | 82            | 30            | 30            | 60            | 16            | 13       | 2        | 7        | 9        | 0        |
| 2014/15    | Minnesota Wild        | NHL        | 82            | 18            | 36            | 54            | 8             | 10       | 3        | 3        | 6        | 0        |
| 2015/16    | Minnesota Wild        | NHL        | 75            | 11            | 25            | 36            | 12            | 6        | 4        | 3        | 7        | 6        |
| 2016/17    | Minnesota Wild        | NHL        | 78            | 13            | 34            | 47            | 4             | 5        | 0        | 1        | 1        | 0        |
| 2017/18    | Buffalo Sabres        | NHL        | 82            | 16            | 18            | 34            | 8             | –        | –        | –        | –        | –        |
| 2018/19    | Buffalo Sabres        | NHL        | 73            | 16            | 15            | 31            | 4             | –        | –        | –        | –        | –        |
| NHL celkem | NHL celkem            | NHL celkem | 1060          | 293           | 434           | 727           | 199           | 81       | 21       | 30       | 51       | 18       |

## Reprezentace
| 2008                   | USA                    | MS                     | 7 | 2 | 3 | 5 | 0 |
| Seniorská reprezentace | Seniorská reprezentace | Seniorská reprezentace | 7 | 2 | 3 | 5 | 0 |